# Кристина, Тереза
Тереза Кристина Корреа да Коста Диас (порт. Tereza Cristina Corrêa da Costa Dias, род. 6 июля 1954, Кампу-Гранди) — бразильская женщина-политик и предпринимательница. Член партии Демократы (DEM). Действующий министр сельского хозяйства, животноводства и продовольственного снабжения (с 2019 года). Депутат Национального конгресса в 2015—2019 гг. Лоббистка интересов крупных землевладельцев.

## Биография
Родилась 6 июля 1954 года в Кампу-Гранди, административном центре штата Мату-Гросу-ду-Сул. Родители — Фернандо Аугусто Корреа да Коста (Fernando Augusto Correa da Costa) и Мария Мануэлита Альвес де Лима Корреа да Коста (Maria Manuelita Alves de Lima Correa da Costa).
Получила степень бакалавра в Федеральном университете Висозы в Висозе в штате Минас-Жерайс. По профессии — инженер.
В 2001—2003 гг. — директор Федерации сельского хозяйства и животноводства Мату-Гросу-ду-Сул (Federação da Agricultura e Pecuária de Mato Grosso do Sul — Famasul) и Ассоциации производителей семян Мату-Гросу-ду-Сул (Associação dos Produtores de Sementes de Mato Grosso do Sul — Aprosul). В 2003—2006 гг. — директор Ассоциации селекционеров Мату-Гросу-ду-Сул (Associação dos Criadores de Mato Grosso do Sul — Acrissul).
В 2007—2014 гг. была секретарём аграрного развития, производства, промышленности, торговли и туризма штата Мату-Гросу-ду-Сул при губернаторе Андре Пучинелли. В 2011—2014 гг. — главный исполнительный директор Компании по управлению минеральными ресурсами (Empresa de Gestão de Recursos Minerais — MS-MINERAL).
На всеобщих выборах 5 октября 2014 года получила 75 149 голосов в штате Мату-Гросу-ду-Сул и избрана депутатом Национального конгресса от Социалистической партии (PSB). Избрана заместителем главы парламентской группы Социалистической партии из 36 депутатов 16 апреля 2014 года, а с 1 февраля 2017 года — главой. Покинула в октябре 2017 года Социалистическую партию, после того как партия перешла в оппозицию президенту Мишелу Темеру. В декабре вступила в партию Демократы (DEM). Получала огромные пожертвования от бизнеса, связанного с пестицидами, во время переизбрания в Национальный конгресс на выборах 2018 года. В 2018 году возглавила Специальный комитет, который одобрил законопроект по снятию ограничений на использование пестицидов. Тереза Кристина утверждает, что выпуск новых пестицидов пойдёт на пользу окружающей среде, поскольку они «вероятно, будет более эффективным и, следовательно, будет использоваться в меньших количествах». За поддержку использования пестицидов защитники окружающей среды прозвали Терезу Кристину «ядовитой музой» (по аналогии с заголовком известной книги Сары Л. Кросби «Ядовитая муза»). В отличие от большинства своих коллег, она всегда корректна в высказываниях и никого не оскорбляет, поэтому в правительстве выглядит «белой вороной» (лат. rara avis).
7 ноября 2018 года было объявлено, что Тереза Кристина получит портфель министра сельского хозяйства, животноводства и продовольственного снабжения в кабинете Болсонару во главе с президентом Жаиром Болсонару. Вступила в должность 1 января 2019 года. Сменила Блайро Магги.